# Apoica strigata
Apoica strigata är en getingart som beskrevs av Richards 1978. Apoica strigata ingår i släktet Apoica och familjen getingar. Inga underarter finns listade i Catalogue of Life.